# Георги Зимбилев (войвода)
 Тази статия е за хайдутина.  За просветния деец вижте Георги Зимбилев.  
Георги Зимбилев, известен като Зимбил или Зюмбюл войвода, е български хайдутин и революционер, участник в националноосвободителното движение.

## Биография
Георги Зимбилев е роден в 1847 година в сярското село Горно Броди, днес Ано Вронду, Гърция. Баща му е хайдутин и Георги също става хайдутин в четата на Коста Кукето, която е част от отряда на Стоян Карастоилов, и действа в Неврокопско по време на Руско-турската война. Участва в Кресненско-Разложкото въстание и след убийството на Стоян Карастоилов става самостоятелен войвода.
На Светли петък 1880 година Георги Зимбилев влиза с четата си в Горно Броди. Поставена е охрана, а водачите влизат в черквата. След службата, братът на войводата Димитър изгаря всички гръцки книги и кара гъркоманите да се закълнат пред иконата на Св. св. Кирил и Методий, че няма да пречат на българските училища и славянското богослужение. След като е сложена трапеза, четата се оттегля в планината.
Властите изпращат черкезина Хаджи Юсуф със 70 души черкезки конници да унищожи четата. Хаджи Юсуф арестува близките на войводата и другите комити от Горно Броди. Арестувани са бащата на войводата дедо Зимбил, майка му, братята му Димитър, Марин, малолетния Кръстю, жена му, сестрите му Иванка и Калина, малолетното му момиче, и 18 други жени. Дедо Зимбил получава удар и умира, а останалите са затворени в Сяр, а след две седмици са преместени в Канлъ куле в Солун, където умират майката на Зимбил войвода, сестра му Иванка и малолетната му сестра. Жена му, сестра му Калина и братята му Димитър и Кръстю след 4 месеца са освободени, но брат му Марин лежи три години в Солун. Кметът на селото хаджи Атанас Перухов е хвърлен в Серския затвор и кмет става гъркоманинът Тодор Попандонов.
На 7 април 1882 година Георги Зимбилев поставя засада на Хаджи Юсуф между селата Каракьой и Кърчово при Бели пресеки и унищожава всичките 13 черкези. От четата на Зимбилев загиват Димитър Бунев от Балдево и Илия от Исирлъка. Четата след това отстъпва към Долно Броди, Старчища и Калапот и същата есен се оттегля в България. Във връзка с този случай са задържани и хвърлени в затворите в Демир Хисар и Сяр близо 100 души първенци и случайни хора от селата Крушево, Кърчево и Каракьой, като са подложени на нечовешки изпитания. Едни от тях са осъдени до живот, други на 20, 10 и 8 години затвор.
| Участници в ликвидирането на Хаджи Юсуф | Участници в ликвидирането на Хаджи Юсуф |
| Име                                     | Родно място                             |
| --------------------------------------- | --------------------------------------- |
| 1. Георги Зимбилев                      | Горно Броди                             |
| 2. Димитър Зимбилев                     | Горно Броди                             |
| 3. Димитър Радев                        | Горно Броди                             |
| 4. Костадин Павлов                      | Горно Броди                             |
| 5. Атанас Павлов, брат на Костадин      | Горно Броди                             |
| 6. Петко Смиленов                       | Горно Броди                             |
| 7. Кръстьо Траханов                     |                                         |
| 8. Кръстьо Дабижуров                    | Горно Броди                             |
| 9. Мацата                               |                                         |
| 10. Георги Иванов Попов                 |                                         |
| 11. Гюрата                              | Горно Броди                             |
| 12. Котин Хайков                        | Горно Броди                             |
| 13. Иван Хършов                         | Горно Броди                             |
| 14. Георги Будалов                      |                                         |
| 15. Костадин Олана                      | Карлъково                               |
| 16. Апостол Попов                       | Дряново                                 |
| 17. Атанас Капаришев                    | Скрижово                                |
| 18. Тодор Бишков                        | Крушево                                 |
| 19. Дечо                                | Крушево                                 |
| 20. Коста, брат на Дечо                 | Крушево                                 |
| 21. Дончо                               | Либяхово                                |
| 22. Никола                              |                                         |
| 23. Атанас Гелин                        | Кърчово                                 |
| 24. Трайко войвода                      | Кърчово                                 |
| 25. Тодор Тетимов                       | Ковачевица                              |
| 26. Попа                                |                                         |
| 27. Петко Чапрашиков                    | Калапот                                 |
| 28. Запрю Кърлуковалия                  | Карлъково                               |
| 29. Димитър Патронев                    | Лакос                                   |

През лятото на 1883 година Георги Зимбилев се появява с четата си в Сярско. На 5 юли същата година е обграден в местността Криви дол край Долно Броди от 500 души аскер, башибозук и насила мобилизирани българи. В сражението от общо 33 четници, загиват 28 от тях. Сред жертвите е и брат му Димитър. Макар и ранен, с атака разкъсва обръча и с оцелелите си другари се изтегля в планината Боздаг.
Георги Зимбилев е убит след предателство. Според Георги Баждаров съществуват различни версии за смъртта му. Съгласно едната, след като се отделил от четата си е убит от гърчеещи се власи към манастира „Св. Иван Предтеча“ при село Лакос. Според другата, след като е ранен е пребит с дървета от власи в Пирин за обир.
Името му е възпято във фолклора.
Георги Зимбилев е женен за дъщеря на хаджи Димко Хаджииванов и сестра на Димо Хаджидимов.